# تشاد لويس
تشاد لويس (بالإنجليزية: Chad Lewis)‏ هو لاعب كرة قدم أمريكية أمريكي، ولد في 5 أكتوبر 1971 في فورت ديكس ‏ في الولايات المتحدة.

## وصلات خارجية
- تشاد لويس على موقع مرجع كرة القدم المحترفة.كوم (الإنجليزية)